# 비니 반즈

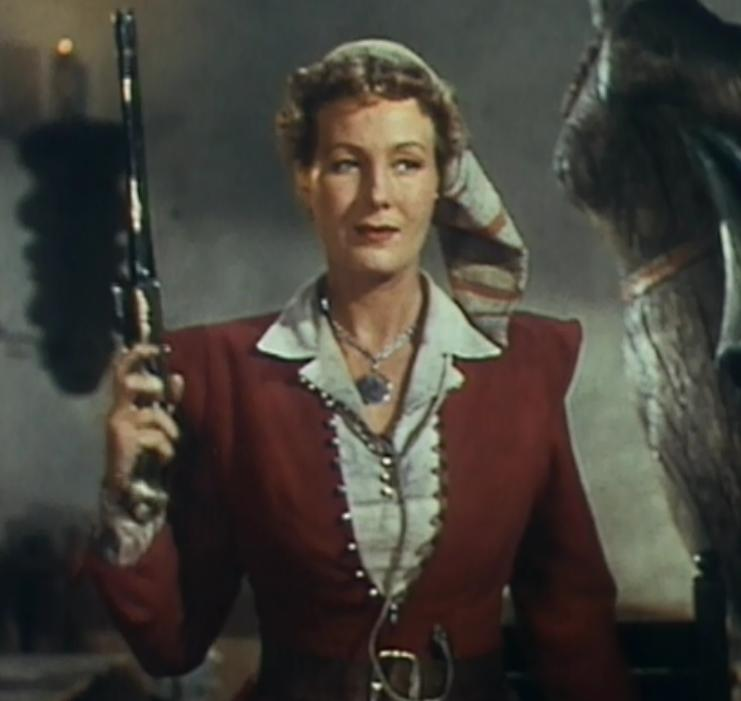

비니 반스(Binnie Barnes, 1903년 5월 25일 ~ 1998년 7월 27일)는 미국의 배우, 텔레비전 배우, 영화배우이다.
이즐링턴에서 태어났으며 베벌리힐스에서 사망하였다. 사인은 질병이다. 포리스트 론 메모리얼 파크에 매장되었다.

## 영화
- 40 캐럿 (1973년)
- 천사들의 장난 (1966년)
- 도나 리드 쇼 (1958년)
- 스페니쉬 메인 (1945년)
- 아이 매리드 언 엔젤 (1942년)
- 사랑이라 불리는 것 (1940년)
- 삼총사 (1939년)
- 마르코 폴로의 모험 (1938년)
- X 부인의 이혼 (1938년) - 미어 경부인 역
- 어떤 휴가 (1938년)
- 브로드웨이 멜로디 오브 1938 (1937년)
- 쓰리 스마트 걸스 (1936년)
- 모히칸 족의 최후 (1936년)
- 헨리 8세 (1933년)